# Syndroom van Fanconi
Het syndroom van Fanconi is een ziekte waarbij de functie van de proximale tubuli in de nier is aangedaan. Het gevolg is dat elektrolyten en voedingsstoffen niet goed kunnen worden geresorbeerd. Ze worden dan met de urine uitgescheiden, het gaat hierbij om aminozuren, glucose, urinezuur, fosfaat en bicarbonaat.
Het syndroom is genoemd naar de Zwitserse arts Guido Fanconi, hoewel hij het syndroom niet heeft beschreven. Het syndroom is niet te verwarren met Fanconi-anemie.
Op jonge leeftijd kan de juveniele vorm optreden, als het op latere leeftijd optreedt is dat meestal het gevolg van vergiftiging met zware metalen.

## Symptomen
De symptomen die kunnen passen bij een renale acidose:
- hypokaliëmie
- hyponatriëmie
- acidose
- polyurie
- proteïnurie
- verhoogde natriuresis (meer natrium in de urine)
- verhoogde kaliuresis (meer kalium in de urine)
- achtergebleven groei
- osteomalacie (bij volwassenen is dit het voornaamste verschijnsel)

De juveniele vorm begint op een leeftijd tussen 6 en 9 maanden oud en wordt gekenmerkt door achterblijvende groei, dorst en braken. Deze symptomen worden veroorzaakt door een onbalans in de elektrolytenhuishouding.

## Behandeling
De behandeling bestaat uit het geven van hoge doses vitamine D, in verband met de aandoeningen aan het bot. Daarnaast moeten de elektrolyten worden gecontroleerd en waar nodig gecorrigeerd.